# Hemidactylus karenorum
Hemidactylus karenorum là một loài thằn lằn trong họ Gekkonidae. Loài này được Theobald mô tả khoa học đầu tiên năm 1868.